# Port lotniczy Marie Louise
Port lotniczy Marie Louise (ICAO: FSMA) – port lotniczy położony na wyspie Marie Louise, w archipelagu Amiranty (Seszele).